# Gottes Zeit ist die allerbeste Zeit, BWV 106
Gottes Zeit ist die allerbeste Zeit (Actus Tragicus), BWV 106 (El temps de Déu és el millor de tots els temps), és una cantata religiosa de Johann Sebastian Bach per a un funeral, composta probablement a Mühlhausen l'any 1707.

## Origen i context
És una de les primeres cantates de Bach i la data de composició és incerta. Hermann Schmalfuss proposa que fou estrenada el 3 de juny de 1708, per al funeral de Dorotea Susana Tilesius familiar del superior religiós de Bach a Mühlhausen, en canvi, Alfred Dürr s'inclina pel 10 d’agost de 1707, en homenatge a un oncle del mateix Bach. Fos com fos, és una cantata d'un Bach jove que acaba de complir els vint anys, és una obra extraordinària i bastant única dins, fins i tot, del seu conjunt de cantates. Ha arribat a nosaltres gràcies a una còpia de Christian Friedrich Penzel de l’any 1768 on hi consta el terme Actus tragicus.
El llibret, que respon al concepte antic de cantata d'església, és una selecció de textos bíblics, de l'Antic Testament, l'evangeli de Lluc i de càntics de la tradició luterana; malgrat aquest origen dispers, manté una unitat que desenvolupa un tema fonamental, la transformació de la mort com a càstig, pròpia de l'Antic testament, en la mort com a esperança, gràcies a Crist. La disposició instrumental és molt original i irrepetible en Bach, dues flautes de bec i dues violes de gamba amb continu; la música resultant és molt plàcida, com si només volgués consolar i asserenar l'esperit dels assistents al funeral. Aquesta cantata i la BWV 198 destinada al funeral de la princesa Christiane Eberhardine de Saxònia, a Leipzig l’any 1727, són les úniques que s'han conservat per a aquestes cerimònies; la BWV 157 destinada a la festa de la Candelera, també s'emprà, en alguna ocasió, per a un funeral.

## Anàlisi
Obra escrita per a soprano, contralt, tenor, baix i cor; dues flautes de bec, dues violes da gamba i baix continu. Consta d’una sonatina inicial el coral final i dos números intermedis desdoblats en diverses parts.
1. Sonatina
2a. Cor: Gottes Zeit ist die allerbeste Zeit  (El temps de Déu és el millor de tots els temps) 
2b. Arioso (tenor): Ach, Herr, lehre uns bedenken, daß wir sterben (Ah Senyor, ensenyeu-nos a recordar)
2c. Ària (baix): Bestelle dein Haus; denn du wirst sterben und nicht (Dispon casa teva, car has de morir)
2d. Cor: Es ist der alte Bund: Mensch, du mußt sterben!  (Així és l'antiga llei:
home, has de morir)
3a. Ària (contralt): In deine Hände befehl ich meinen Geist; du hast (En les vostres mans encomano el meu esperit)
3b. Arioso (baix) i Coral (contralt) : Heute wirst du mit mir im Paradies sein (Avui seràs amb mi al Paradís) i Mit Fried und Freud ich fahr dahin (En pau i amb joia me n'hi vaig,)
4. Coral: Glorie, Lob, Ehr und Herrlichkeit (Glòria, lloança, honor i majestat)
La sonatina inicial, constituïda per vint compassos, arrenca amb un fons de les violes i el continu sobre el qual les flautes toquen un cant fúnebre molto adagio a l'uníson. El cor del número 2, és molt complex amb una disposició de motet on s'hi intercalen sis seccions musicals independents amb material propi i tempo diferent per a cadascuna d'elles: (a) andante en un cor homòfon, (b) allegro en el cor fugat, (c) adagio assai en el cor homòfon, (d) lento a l’arioso de tenor, (e) vivace a l'ària de baix, i (f) andante al cor fugat i solo de soprano. Cada secció enuncia una frase del text i les tres primeres contenen les paraules clau: Gottes Zeit (El temps de Déu) a la primera, leben (viure) a la segona i sterben (morir) a la tercera. La secció següent, l’arioso de tenor és com una xacona que s'oposa a l'ària del baix següent. L'última secció coral és més complexa, comença amb una exposició fugada, seguida del soprano que canta Ja komm, Herr Jesu (Veniu Senyor Jesús) alhora que les flautes entonen la melodia del coral Ich hab mein Sach Gott heimgestellt; el número s'acaba amb una cadència del soprano que suplica Jesu. El número 3, també un motet, conté dues seccions ben diferenciades que comprenen tres elements literaris diferents, primer el versicle 6 del salm 31, "En les vostres mans encomano el meu esperit", una ària de soprano acompanyat només pel baix continu que amb un motiu ostinato transforma la secció en una xacona; a continuació el baix canta com a Vox Christi la promesa de l'evangeli de Lluc (23, 43) "Avui seràs amb mi al Paradís”, i el contralt respon amb el coral Mit Freud und Freud ich fahr dahin (En pau i amb joia me n'hi vaig), la traducció de Luter del càntic de Simeó. L'últim número és una fantasia coral cantada pel cor amb la participació del soprano, es divideix en dues seccions, la primera és un coral harmonitzat que inclou intervencions instrumentals i la segona, una fuga que juga amb el darrer mot, Amen. Té una durada aproximada d'uns vint minuts.

## Discografia seleccionada
- J.S. Bach: Das Kantatenwerk. Sacred Cantatas Vol. 6. Gustav Leonhardt, Knabenchor Hannover (Heinz Hennig, director), Collegium Vocale Gent (Philippe Herreweghe, director), Leonhardt-Consort, Markus Klein, Raphael Harten (solistes dels cors), Marius van Altena, Max van Egmond. (Teldec), 1994.
- J.S. Bach: Complete Cantatas Vol. 1. Ton Koopman, Amsterdam Baroque Orchestra & Choir, Barbara Schlick, Kai Wessel, Guy de Mey, Klaus Mertens. (Challenge Classics), 2004.
- J.S. Bach: Cantatas & Sacred Masterpieces, CD 22. John Eliot Gardiner, Monteverdi Choir, English Baroque Soloists, Nancy Argenta, Michael Chance, Anthony RolfeJohnson, Stephen Varcoe. (Archiv Produktion), 2010.
- J.S. Bach: Cantatas Vol. 2. Masaaki Suzuki, Bach Collegium Japan, Midori Suzuki, Aki Yanagisawa, Yoshihazu Mera, Peter Kooij. (BIS), 1996.
- J.S. Bach: Church Cantatas Vol. 34. Helmuth Rilling, Gächinger Kantorei, Bach-Collegium Stuttgart. (Hänssler), 1999.
- J.S. Bach: Actus tragicus, Cantatas BWV 106, 131, 99, 56, 82 & 158. Joshua Rifkin, Bach Ensemble, Ann Monoyikos, Steven Rickards, Edmund Brownless, Jan Opalach. (Decca), 1998.